# 1850년대 이후 빙하 후퇴
빙하 감소, 즉 빙하 후퇴에 대한 문서이다.
1850년 이후 빙하의 후퇴는 잘 기록되어 있으며 이는 기후변화의 영향 중 하나이다. 산악 빙하의 후퇴는 19세기 후반 이후 지구 기온이 상승했다는 증거를 제공한다. 그 예로는 북미 서부, 아시아의 산악 빙하, 유럽 중부 알프스, 남아메리카와 아프리카의 열대 및 아열대 지역이 있다. 빙하 질량은 강수량, 평균 기온, 구름량 등 장기적인 기후 변화의 영향을 받기 때문에 빙하 질량 변화는 기후 변화의 가장 민감한 지표 중 하나이다. 빙하가 후퇴하는 것도 해수면 상승의 주요 원인이다. 빙상의 주변 빙하를 제외하면 1993년부터 2018년까지 26년 동안 총 누적된 전 세계 빙하 손실은 5,500기가톤, 즉 연간 210기가톤일 가능성이 높다.:1275
지구상에서 빙하 얼음의 99%는 극지방의 광대한 빙상("대륙 빙하"라고도 함) 내에 포함되어 있다. 빙하는 뉴질랜드와 같은 오세아니아의 고위도 해양 섬 국가를 포함하여 호주 본토를 제외한 모든 대륙의 산맥에도 존재한다. 50,000km2(19,000평방마일)보다 큰 빙하체를 빙상이라고 한다. 이것들은 깊이가 수 킬로미터에 달해 기본 지형을 모호하게 만든다.
해빙은 빙하기가 끝날 때 자연적으로 발생한다. 그러나 현재의 빙하 퇴각은 인간이 초래한 온실가스 배출로 인한 지구 온난화로 인해 가속화되고 있다. 산업 시대가 시작된 이후 인간 활동으로 인해 대기 중 이산화탄소 및 기타 열을 가두는 온실 가스의 농도가 증가하여 현재 지구 온난화가 발생하고 있다. 인간의 영향은 빙하가 포함된 빙권 변화의 주요 동인이다.
빙하 질량 균형은 빙하의 건강을 결정하는 핵심 요소이다. 축적대에서 동결된 강수량이 융해로 인해 손실된 빙하의 양을 초과하거나 삭마대에서 빙하가 전진할 경우. 축적량이 삭마량보다 적으면 빙하가 후퇴한다. 후퇴하는 빙하는 음의 질량 균형을 갖게 된다. 축적과 절제 사이의 균형을 찾지 못하면 결국 사라질 것이다.
중위도 산맥은 비례적으로 가장 큰 빙하 손실을 보이고 있다. 이러한 산맥의 예로는 아시아의 히말라야, 북미의 록키 산맥, 유럽의 알프스, 북미의 캐스케이드 산맥, 뉴질랜드의 서던 알프스, 남미의 남부 안데스 산맥 및 아프리카의 킬리만자로 산과 같은 고립된 열대 정상이 있다.
빙하 얼음은 지구상에서 가장 큰 담수 저장소로, 세계 담수의 약 69%를 빙상으로 보유하고 있다. 빙하의 후퇴는 식수 및 관개용 담수 가용성에 단기적인 영향을 미친다. 예를 들어, 안데스 산맥과 히말라야에서는 빙하가 사라지면 그 지역 사람들의 물 공급에 영향을 미칠 것이다. 빙하가 녹는 것도 해수면 상승을 주도한다.

## 같이 보기
- 빙권
- 영구동토
- 후빙기 반동